# Heinrich Glas
Heinrich „Heiner“ Glas (* 1. September 1942 in Prüfening, heute Ortsteil von Regensburg) ist ein deutscher Bildhauer und Zeichner.

## Leben
Heinrich Glas ist der Bruder des Regensburger Malers und Zeichners Hans Josef Glas.
Er schloss sein Bildhauerstudium an der Akademie der Bildenden Künste München von 1964 bis 1970 bei Josef Henselmann mit dem Meisterschülerdiplom ab. Im Anschluss war er bis 1977 Klassleiter an der Staatlichen Berufsfachschule für Holzbildhauer in Oberammergau und arbeitet seither als freischaffender Künstler in Nittendorf-Undorf.
Seine Werke waren seit 1966 in verschiedenen Gruppen- und Einzelausstellungen, auch im europäischen Ausland, zu sehen, unter anderem 1987 im Kunstverein Ingolstadt, im Haus der Kunst in München, in der Regensburger städtischen Galerie „Leerer Beutel“, in der Wasserburger Galerie im „Ganserhaus“ des Arbeitskreises 68, im Chamer „Cordonhaus“ Cham, im Oberpfälzer Künstlerhaus „Kebbel-Villa“ in Schwandorf und im Hesperidengarten, einer Gärtnerei mit Veranstaltungslokalität im 400 Jahre alten Posthof von Wenzenbach. Seit 1996 nahm er mehrfach an der Großen Ostbayerischen Kunstausstellung (GOK) des BBK Niederbayern/Oberpfalz teil.

Umspannwerk am alten Ludwig-Kanal in Kelheim, Heiner Glas

Werke befinden sich in der Bayerischen Staatsgalerie in München, im Aberdeener Duthie Park, in der Sammlung der Sparkasse Regensburg, an der Kumpfmühler Brücke in Regensburg und am Ludwig-Donau-Main-Kanal in Kelheim s. Foto („Skulpturenhaus“, 1992). Weiterhin schuf er von 1983 bis 1985 in Herrieden den Deocar-Brunnen. An der Kreuzung Siemens-/Straubingerstraße in Regensburg erinnert seit 1988 sein „Mahnmal am Hohen Kreuz“ an 700 sowjetische Kriegsgefangene, die im Zweiten Weltkrieg die Opfer brutaler Zwangsarbeit und unmenschlicher Lebensbedingungen wurden. 1992 schuf er eine Eisengussskulptur am Donauufer in Ingolstadt, 1998 eine Großplastik in der Zentralbibliothek der Universität Regensburg, 2005 eine Stahlskulptur am Comenius-Gymnasium Deggendorf, 2006 in Bogen eine Stahlskulptur und 2011/2012 eine Stahlskulptur für den „Wohnpark Neue Mitte“in Asbach-Bäumenheim.
Seine Frau Bettina Glas ist Malerin und Objektkünstlerin. Für kleinere Arbeiten nutzen sie ihr Atelier in Undorf. Für größere Arbeiten nutzen sie seit 1986 im Nittendorfer Gewerbegebiet einen mehrstöckigen Stadel, den sie auf dem Regensburger Karthäuser Hof ab- und mit praktischen Veränderungen in Nittendorf wieder aufbauten.

## Auszeichnungen
- 1967: Preis der Akademie der Bildenden Künste München
- 1982: Kulturförderpreis der Stadt Regensburg
- 1997: Kulturpreis Ostbayern, OBAG

## Ausstellungskataloge
- Heinrich Glas: Skulpturen und Zeichnungen. Städtische Galerie Leerer Beutel (Hg.), Regensburg 1984.
- Heinrich Glas: Arbeiten auf Papier, Plastiken. Oberpfälzer Künstlerhaus Kebbel-Villa (Hg.), Schwandorf 1997.
- Heinrich Glas: Arbeiten auf Papier. In: KUNST-SCHAUEN, Aktuelle Kunst aus Regensburg und der Region 2013–2015, Augenklinik Regensburg (Hrsg.), Regensburg 2015, ISBN 978-3-7954-3007-8, S. 20–23.